# Nat Love
Nat Love (às vezes soletrado Nate Love) (junho de 1854 - 1921) foi um cowboy americano e ex-escravizado no período após a Guerra Civil Americana. Suas façanhas o tornaram um dos heróis mais famosos do Velho Oeste.

## Vida pregressa
Love nasceu escravo na plantação de Robert Love no condado de Davidson, Tennessee, por volta de 1854. Seu pai era um capataz de escravos nos campos da plantação e sua mãe a gerente da cozinha. Love tinha dois irmãos: uma irmã mais velha, Sally, e um irmão mais velho, Jordan. Apesar dos estatutos da era da escravidão que proibiam a alfabetização negra, ele aprendeu a ler e escrever quando criança com a ajuda de seu pai, Sampson. Logo adquiriu o dom de domar cavalos. Depois de algum tempo trabalhando em bicos extras na área, ele ganhou um cavalo em uma rifa em duas ocasiões, que ele vendeu de volta para o proprietário por US $ 50 cada vez. Ele usou o dinheiro para deixar a cidade e, aos 16 anos, foi para o Oeste.

## Vida como cowboy
Love viajou para Dodge City, Kansas, onde encontrou trabalho como vaqueiro com condutores de gado do Rancho Duval (no Texas Panhandle). De acordo com sua autobiografia, Love lutou contra ladrões de gado e se tornar um atirador especialista e cowboy, pelo que ganhou de seus colegas de trabalho o apelido de "Red River Dick". Em 1872, Love mudou-se para o Arizona, onde encontrou trabalho no Gallinger Ranch, localizado às margens do rio Gila. Ele escreveu em sua autobiografia que enquanto trabalhava nas movimentações de gado no Arizona, ele conheceu Pat Garrett, Bat Masterson, Billy the Kid e outros.

### "Deadwood Dick"
No dia 4 de julho de 1876, participou de um rodeio em Deadwood seduzido pelo prêmio de $ 200 em dinheiro. Ele ganhou as competições de corda, arremesso, empate, freio, sela e equitação de bronco. Foi nesse rodeio que ele afirma que amigos e fãs lhe deram o apelido de "Deadwood Dick", uma referência a um personagem literário criado por Edward Lytton Wheeler.

### Captura e escapada
Em outubro de 1877, Love escreve que foi capturado por um bando de indígenas Pima enquanto procurava gado perdido perto do rio Gila, no Arizona. Embora alegasse ter recebido mais de 14 ferimentos a bala em sua carreira, Love escreveu que sua vida foi poupada porque os índios respeitaram sua herança, uma grande parte da própria banda sendo mestiços. Ele quase se casou com a filha do chefe. O bando de nativos americanos cuidou dele até recuperá-lo, desejando adotá-lo na tribo. Eventualmente, Love escreve, ele roubou um pônei e escapou para o oeste do Texas.

## Vida depois de ser um cowboy
Love decidiu que precisava deixar a vida de cowboy. Casou-se com sua esposa Alice em 1889 e estabeleceu-se, inicialmente em Denver, trabalhando em 1890 como carregador de vagões. Enquanto trabalhava para a ferrovia, ele e sua família residiram em vários estados do oeste, antes de finalmente se mudarem para o sul da Califórnia.
Em 1907, Love publicou sua autobiografia intitulada Life and Adventures of Nat Love e passou a última parte de sua vida como mensageiro e guarda para uma corretora de valores de Los Angeles. Ele morreu lá em 1921, aos 67 anos.

## Na cultura popular
Em 2018, a editora italiana Sergio Bonelli Editore adaptou as histórias de Lansdale de quadrinhos da série Deadwood Dick, com scripts por Michele Masiero, Maurizio Colombo, e Mauro Boselli e arte por Corrado Mastantuono, Pasquale Frisenda, e Stefano Andreucci.
No filme para televisão, The Cherokee Kid (1996), Nat Love é interpretado por Ernie Hudson. Em They Die by Dawn (2013), Love é retratado por Michael K. Williams.
Jonathan Majors interpretou Nat Love no filme da Netflix, The Harder They Fall; nascido Nathaniel Buck, Nat é descrito como o meio-irmão mais novo de Rufus Buck.